# Szklarnik górski
Szklarnik górski (Thecagaster bidentata) – gatunek owada z rzędu ważek należący do podrzędu ważek różnoskrzydłych i rodziny szklarnikowatych (Cordulegastridae).
Wygląd
Samiec może osiągnąć długość nawet do 78 mm, a rozpiętość jego skrzydeł nie przekracza 100 mm. Samice na końcu odwłoka mają duże pokładełko, które sprawia, że są dłuższe od samców, ich długość to ok. 83 mm, a rozpiętość skrzydeł przekracza 100 mm.
Występowanie
Europa – od północnej Hiszpanii (Pireneje) po południową Polskę, południowo-zachodnią Ukrainę, Rumunię, Bułgarię i Grecję; poza kontynentem występuje także na Sycylii. Na terenie Polski występuje głównie w Karpatach, Sudetach i Górach Świętokrzyskich. Szklarnika górskiego można znaleźć głównie w miejscach zalesionych, w pobliżu potoków i strumieni. Imagines w Polsce latają od końca maja do połowy sierpnia.